# Вибрирующий предкрылок
Вибрирующий предкрылок (колеблющийся предкрылок, машущий предкрылок) — оригинальный движитель самолёта, представляющий собой особый предкрылок, вибрация которого создаёт подъёмную силу. Изобретён Александром Ивановичем Болдыревым в 1940-е годы.
В 1946 году Болдырев представил проект подобного самолёта, а в 1947 году создал экспериментальный летающий самолёт-прототип с этим движителем. В том же 1947 году проект был закрыт, официально в связи с поломкой редуктора, неофициально — в связи с переориентацией МАИ на реактивную авиацию.